# Lahall
Lahall är en småort i Härryda kommun och Råda socken. 
Lahall ligger vid Finnsjön söder om tätorten Mölnlycke. Länge bestod bebyggelsen av två gårdar. På dessas mark har det byggts en del fritidshus av vilka många sedermera omvandlats till permanentbostäder.